# Ivancsics Ilona
Ivancsics Ilona (Kaposvár, 1960. október 3. –) Jászai Mari-díjas magyar színésznő.

## Életpályája
Nagybajomban élt 18 éves koráig, a kaposvári Munkácsy Mihály Gimnázium orosz tagozatán érettségizett. Színészdiplomát 1983-ban szerzett, a Színház- és Filmművészeti Főiskolán Marton László és Valló Péter osztályában. 1983–1993 között a József Attila Színház, 1996–2002 között a Soproni Petőfi Színház tagja volt. Szentendrén él 1987 óta. 2007-ben Száguldó Orfeum néven színházat alapított, a társulat 2010-től Ivancsics Ilona és Színtársai néven működik Szentendrén, és játszik szerte az országban. 2020 óta az Újszínház színésznője.
Gyermeke Csernák Bence fotográfus.

## Színházi szerepei
- Presser Gábor–Adamis Anna–Déry Tibor: Képzelt riport egy amerikai popfesztiválról....Marianne
- Valló Péter: In memoriam Ö.I....
- Euripidész-Goethe: Iphigeneia a tauruszok földjén....
- Beaumarchais: Figaro házassága, avagy egy bolond nap....Zsuzsi
- Szép Ernő: Május....Lány
- Békeffi István: A régi nyár....Zsuzsi; Mimó
- Xenopulosz: A kísértés....Kalliopi
- Schnitzler: Anatol – A nagy kérdés, Anatol házasodik....Cora; Ilona
- Heltai Jenő: A Tündérlaki lányok....Sári
- Carlo Goldoni: A hazug....Colombina
- Vasziljev: Csendesek a hajnalok....Gálja
- Charles Strouse: Taps....
- Saint-Exupéry: A kis herceg....A kis herceg
- Neil Simon: Mezítláb a parkban....Corie Bratter
- Goldman: Az oroszlán télen....Anna francia hercegnő
- Kiss Irén: Álmodtam egy várost....Nikó
- Herczeg Ferenc: A Gyurkovics lányok....Ella
- Agustín Moreto: Donna Diana....Donna Diana hercegnő
- Henderson: Diákszerelem....Millie
- Molnár Ferenc: A Pál utcai fiúk....Nemecsek
- Bertolt Brecht: A városok sűrűjében....Jane
- Sartre: Piszkos kezek....Jessica
- Harold Pinter: A születésnap....Lulu
- Claude Magnier: Oscar....Colette
- Zágon István–Nóti Károly: Hyppolit a lakáj....Mimi
- Lope de Vega: A kertész kutyája....Diana
- Michael Frayn: Ugyanaz hátulról....A rendező munkatársa-ügyelő, Poppy Norton-Taylor
- William Shakespeare: Sok hűhó semmiért....Beatrice
- Brian Friel: Vészfék....Susan
- Molnár Ferenc: Játék a kastélyban....Annie
- Jacques Deval: Tovaris....Tatjana Petrovna Uratief
- Tamási Áron: Ábel....Blanka;
- Spiró György: Az imposztor....Kaminska
- Csehov: Cseresznyéskert....Varja
- Friedrich Schiller: Ármány és szerelem....Lady Milford
- Huszka Jenő: Lili bárónő....Illésházy Chrisztina
- Ifj. Alexandre Dumas: A kaméliás hölgy....Nanine
- Brian Friel: Pogánytánc....Rose
- Pozsgai Zsolt: Panna, a pöttöm....Egér asszonyság
- Gyurkovics Tibor: Nagyvizit....Ibi
- Sommerset Maugham: Dzsungel....Olive
- Móricz Zsigmond: Dinnyék....Babi, a szépasszony
- Tamási Áron: Énekes madár....Gondos Regina
- Száll a hinta: Nők
- Robert Harling: Acélmagnóliák....Truvy Jones
- Neil Simon: Női furcsa pár....Olive
- Richard Strang: Karrier komédia....Annie
- Jókai Anna: Fejünk felől a tetőt....Nusi
- Csurka István: Az idő vasfoga....Angéla
- Mark Dunn: Öt nő az esőben....Betina
- Benht Alfors: Színházkomédia....súgónő
- Michel André–Fényes Szabolcs–Szenes Iván: Lulu....Ella
- Hubay Miklós: Elnémulás....Alleluja
- Molnár Ferenc: Olympia....Ettingenné
- Török Tamás: Sej szellők....Prém Amália
- Vörösmarty Mihály: Csongor és Tünde....Éj
- Posta Pál: Játékóra  (zenés gyerekműsor)
- Bolba – Bradányi Iván: Csuda világ  (zenés gyerekműsor)
- Bolba: Légy a barátom  (zenés gyerekműsor)

## Rendezései
- Akarsz velem kóborolni zenés mesekalandozás
- Móricz Zsigmond: Magyar mesék
- Maurice Maeterlinck: Kék madár
- Szomszédok és Barátok – vidám időutazás

## Filmjei
- Még néhány perc, és éjfélt üt az óra…
- Szerelem száz háton
- Az út vége (1982)
- Mint oldott kéve (1983)
- Boszorkányszombat (1984)
- Különös házasság (1984)
- Anatol úr házasodik (1985)
- Az éjszaka vége (1986)
- Charley nénje (1986)
- Szomszédok (1987–1999)
- Marsra magyar! (2023)

## Díjai, elismerései
- József Attila-gyűrű (1985)
- Kabos Gyula-díj (1999)
- Pro Urbe Szentendre (2015)
- Jászai Mari-díj (2024)[5]
- Nagybajom díszpolgára (2024)[6]